# Cucina triestina
La cucina triestina rispecchia la realtà umana e storica di Trieste, che ha accolto per secoli nel suo seno le genti e le tradizioni culinarie più diverse. Da tale diversità è nata una cucina particolarmente variata e sapida che ha saputo coniugare mirabilmente la gastronomia mediterranea con quella mitteleuropea.

## Storia
Città bimillenaria di fondazione pre-romana, dopo essere diventata un centro urbano di secondaria importanza in epoca romana, Trieste decadde in età tardoantica e medievale, e fino ai primi secoli dell'età moderna rimase un borgo murato la cui economia si basava essenzialmente sulla pesca e sul commercio del sale. Con l'introduzione del porto franco (1719), inizia una nuova era per la città, contraddistinta da un carattere profondamente cosmopolita, cui si accompagna la nascita di una cucina propriamente triestina che di tale cosmopolitismo sarà specchio fedele.
Nel Settecento e soprattutto nel corso del secolo successivo, la crescita della città asburgica sarà determinata in massima parte dall'apporto dell'immigrazione proveniente sia e soprattutto dai Balcani e dall'Europa centrale che, in parte minore, dall'Italia. La grande tradizione culinaria mediterranea si è trovata ad essere in tal modo rappresentata in primo luogo da piatti istriani, dalmati, greci ed ebrei sefarditi, mentre quella mitteleuropea da piatti austriaci, slovacchi, ungheresi, boemi ed ebrei ashkenaziti. Storicamente importanti sono stati anche gli apporti di due cucine, difficilmente inquadrabili, date le proprie specificità, nei due grandi gruppi precedenti, e cioè quella friulana e quella dell'entroterra sloveno. Altre influenze, anche se meno marcate sulla gastronomia triestina rispetto alle precedenti, sono venute dalla Slavonia, dalla Serbia, dai paesi medio orientali, dall'Asia minore, ecc.
A partire dall'annessione di Trieste all'Italia (1918) e, ancor più, dagli anni cinquanta del XX secolo, si è assistito a un progressivo potenziamento della componente italo-mediterranea della cucina tipica triestina, con l'introduzione in città di cibi e piatti un tempo sconosciuti ed entrati oggi a far parte delle abitudini culinarie cittadine (quali pasta, pizza, ecc.).
Nel 1927 la giornalista Maria Stelvio (1878-1950) pubblicò il manuale di arte culinaria intitolato Cucina triestina, inizialmente pensato come regalo di nozze per la figlia Augusta. La pubblicazione del ricettario ebbe molto successo, tanto che Maria Stelvio venne assunta prima presso il Circolo Culturale Gastronomico di Trieste (Scuola dei cuochi del Lloyd) e poi dall'Accademia Gastronomica di Roma. Ristampato ininterrottamente in oltre venti edizioni, il manuale è tuttora in vendita nelle librerie.

## Caratteristiche
La cucina tradizionale triestina ha la peculiarità di essere ricca non solo di ricette e piatti di mare, giustificati dalla presenza delle pescose acque dell'Adriatico, ma anche di carne, dati i tradizionali legami della città con l'entroterra carsico e con il bacino danubiano. Se infatti la cucina marinara di Trieste è prevalentemente affine a quella istro-dalmata, quella legata alle carni si riallaccia alle tradizioni culinarie mitteleuropee. Tuttavia, come sottolinea Stella Donati nel suo Grande manuale della cucina regionale, le contaminazioni che hanno dato forma alla cucina di Trieste (veneta, austriaca, greca, ungherese, ebraica e slava) non hanno determinato un sovrapporsi delle stesse, quanto piuttosto un «accostarsi organico rispettoso di ciascuna individualità».
Gustosi e vari sono anche i primi piatti, mentre dolci e dessert hanno fama di essere fra i più raffinati d'Europa.
Nelle tavole triestine non possono mancare i vini carsolini prodotti in provincia di Trieste (e nelle zone adiacenti appartenenti alla Slovenia), né quelli del Collio goriziano, la cui zona di produzione si estende in gran parte della vicina provincia di Gorizia. Particolarmente diffusi e apprezzati in città sono anche i celebri vini friulani sia bianchi che rossi (Colli orientali del Friuli, Friuli-Annia, Friuli-Aquileia, Friuli-Grave ecc.).

## Piatti tipici[4]

### Primi piatti

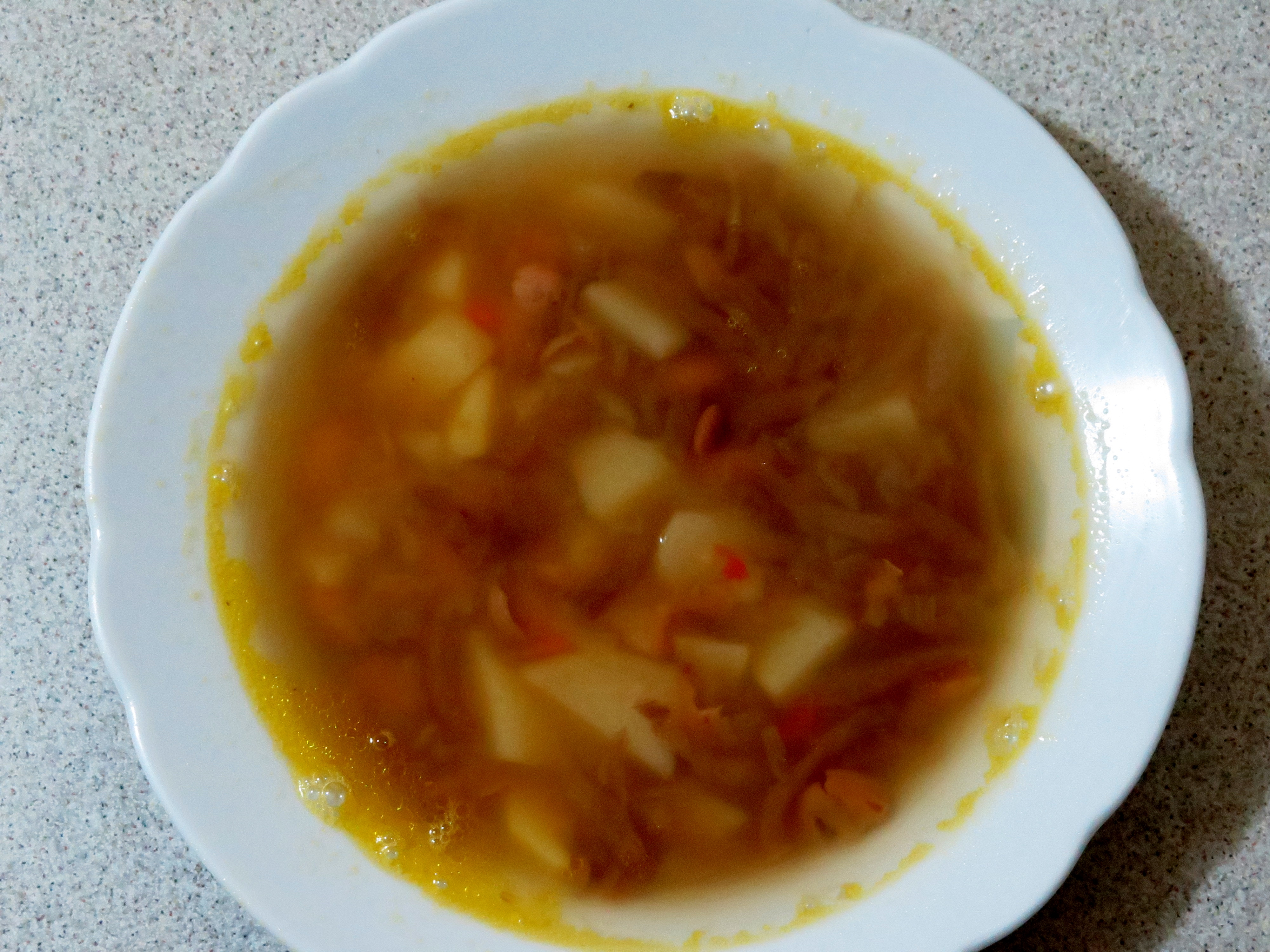
Iota

Particolare importanza rivestono, nella cucina triestina, i primi piatti, in massima parte costituiti da minestre e zuppe, gnocchi di vario tipo, riso e risotti e alcune paste ripiene.
Fra le minestre e le zuppe particolarmente apprezzate sono:
- La jota, a base di crauti, pancetta, fagioli e patate. Alcune costolette di maiale e un pezzo di salsiccia completano gli ingredienti necessari per confezionare tale piatto. Il nome è di origine friulana, il piatto è in parte di origine slovena. Tradizionalmente, infatti, la jota slovena era fatta con l'orzo.
- La minestra de bobici con fagioli (possibilmente borlotti), mais (ovvero i bobici), prosciutto affumicato e una spolverata di pepe
- La "minestra de bisi spacai" una sorta di crema di piselli secchi
- La minestra de orzo e fasoi (orzo e fagioli) sempre molto popolare e diffusa in città
- Il brodeto (brodetto). Tale piatto, diffuso dal Molise fino all'Istria (ed oltre), assume forme e varietà diverse a seconda del luogo in cui viene cucinato. Il brodetto triestino (brodeto) viene generalmente preparato con pesci di piccola dimensione (la minudaia) cui vengono aggiunti molluschi e crostacei, e non va confuso con quello gradesano, in cui l'utilizzo del rombo è d'obbligo

Prelibati gli gnocchi e gnocchetti di vario tipo, fra cui:
- Gli gnochi de pan, che hanno come ingredienti di base il pane raffermo, il latte, aglio, prezzemolo e speck o prosciutto cotto triestino o crudo. Simili ai knödel tirolesi e in genere austriaci
- Gli gnochi de fegato, diffusi anche in Istria e in Friuli. Sono questi di probabile origine centro-europea, anche se i lussignani ne rivendicano talvolta la paternità
- Gli gnochi de susini, preparati con prugne snocciolate, patate lesse, uova, cannella e un pizzico di zucchero. L'uso di albicocche secche in luogo delle prugne è sconsigliato

Una certa diffusione hanno anche risi e risotti:
- risi e bisi, risotto con piselli freschi
- Il riso alla greca (con peperoni e cipolle) non è solo monopolio dell'unico ristorante ellenico locale ma è servito anche in numerosi punti di ristoro cittadini
- I risi e fasoi sono un piatto piuttosto comune in tutta l'Italia nordorientale. A Trieste sono preparati con lardo (oppure pancetta), sedano e alloro

### Secondi piatti
- Un secondo piatto povero del quale si è quasi persa traccia è lo strucolo di patate: praticamente si crea un impasto da gnocchi di patate, si stende su di un canovaccio una sfoglia alta circa un centimetro e si cosparge di pangrattato fatto tostare in padella con del burro dopo di che si arrotola e si avvolge nel canovaccio.

Il canovaccio va ben chiuso alle estremità ed avvolto da uno spago per evitare che si apra. Si inserisce in una pentola lunga di acqua bollente salata e si fa cuocere a fiamma media per circa 30 minuti.
Si estrae, si toglie dal canovaccio e si affetta in fette di ca. 1.5 / 2 cm di spessore e si serve con accompagnamento di un sugo di umido molto cotto e piuttosto liquido. La carne deve risultare tutta sfatta e bisogna mettere abbondanti capperi nell'umido.

#### Pietanze di pesce
- Il baccalà mantecato
- Le canocie o scampi in busara, ovverosia canocchie o scampi accompagnate da un preparato costituito da pan grattato, pomodori, pepe e vino. Quanto all'origine del nome 'L'ipotesi che busara, busera o buzara fosse una pentola usata a bordo dai marinai non è suffragata da nessuna testimonianza. È preferibile pensare a un passaggio semantico da 'bugia' a 'imbroglio' (per cibi cfr. finto e scampà) e a 'intruglio' (e viceversa), del resto molto facile[5]
- I sardoni in savòr (alici marinati nell'aceto, ricetta sembrerebbe dalle antichissime origini), piatto di origine veneta che viene confezionato stendendo uno, o più strati, di alici fritte su altrettante cappe di cipolle (queste ultime cotte con l'aggiunta di aceto alloro e aglio a piacere). Il tutto deve essere lasciato macerare per almeno un paio di giorni (in frigorifero) prima di venir consumato

#### Pietanze di carne

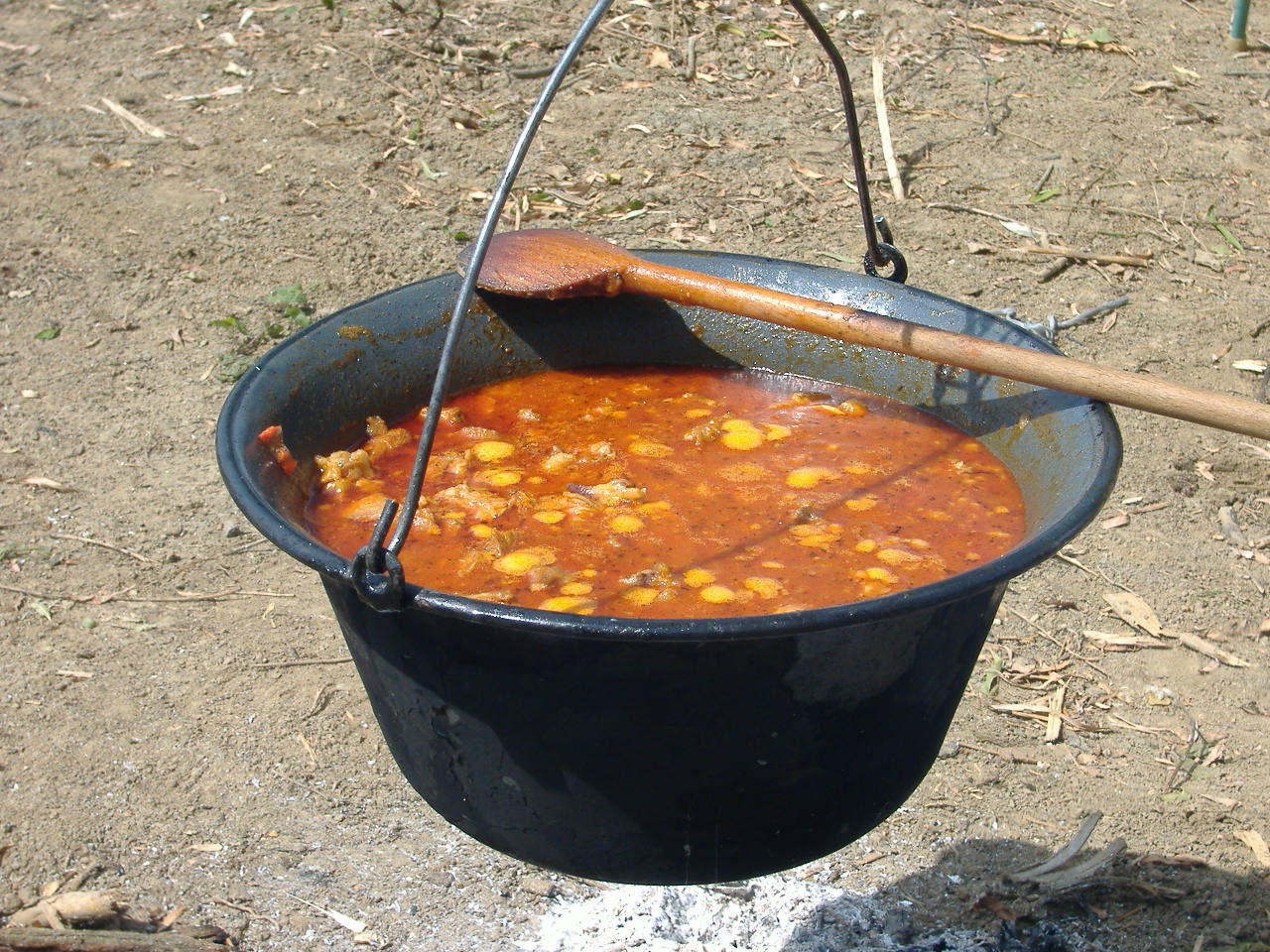
Gulasch

- Il golas (gulash), tradizionale pietanza di origine Cucina ungherese a base di spezzatino di manzo e con l'eventuale aggiunta di patate (calandraca), diffusissimo in città. Sovente vengono utilizzati anche pezzi di prosciutto in aggiunta o talvolta anche in sostituzione delle patate. Se la salvia è facoltativa, l'uso della paprica è d'obbligo[3]
- La porzina coi capuzi garbi, ovvero la coppa di maiale lessata e accompagnata da crauti, senape e rafano
- Il sanguinaccio alla boema, di origine, per l'appunto, boema, insaccati di sangue di maiale con pane grattato, aglio e maggiorana
- L'agnello al kren, agnello al rafano
- La cotoletta alla viennese[3]

### Formaggi

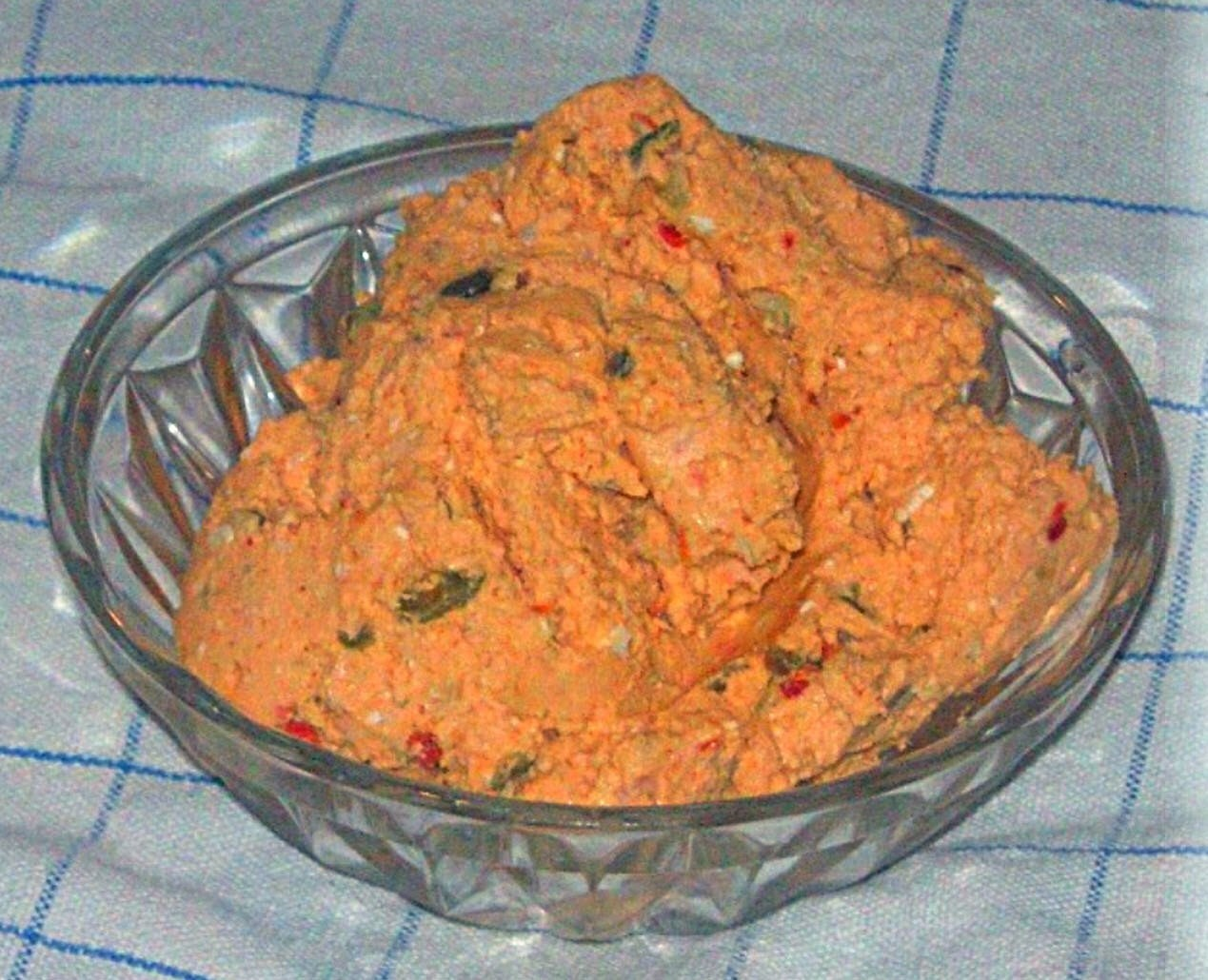
Liptauer

A Trieste sono ampiamente commercializzati formaggi di varia provenienza, sia italiana che estera. Di produzione locale è invece una crema al formaggio che, spalmata sul pane, può essere consumata in qualsiasi momento della giornata, anche a merenda. Si tratta del liptauer, conosciuto anche come spuma di formaggio d'Ungheria e che, nonostante il nome, sembra avere un'origine slovacca, non magiara. Dalla Slovacchia (appartenente all'epoca al Regno d'Ungheria) proveniva anche la materia base con cui nella seconda metà dell'Ottocento si elaborava, costituita dal formaggio bryndza.
Nel corso del Novecento il liptauer è stato gradualmente sostituito dalla ricotta o, più raramente, da altro formaggio morbido. Questa viene mescolata con burro, capperi, senape, cipolline, un pizzico di paprica ed erbe aromatiche (fra cui il cumino). C'è anche chi, infrangendo la tradizione, aggiunge un po' di rum o altro distillato, con risultati, secondo i buongustai, molto discutibili.

### Contorni e accompagnamenti
- Le granzievole a la triestina, a base di granseole (squisiti crostacei pescati nell'Adriatico) scottate per qualche minuto e successivamente condite con succo di limone, pepe e prezzemolo. Sono servite anche come stuzzichino
- Le patate in tecia, e cioè patate tagliate in modo più o meno grossolano e immerse in un soffritto di cipolla e pancetta o guanciale. Dopo la cottura vengono adeguatamente salate e pepate, non vengono schiacciate, perché devono mantenere una certa consistenza. Sono generalmente servite con gulasch o altre carni

### Dolci

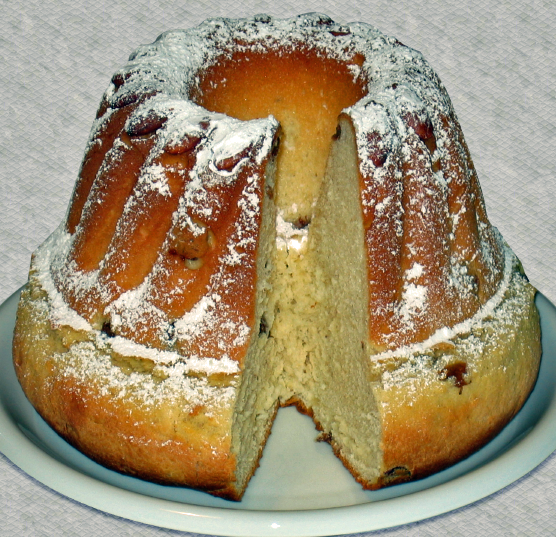
Kugelhupf

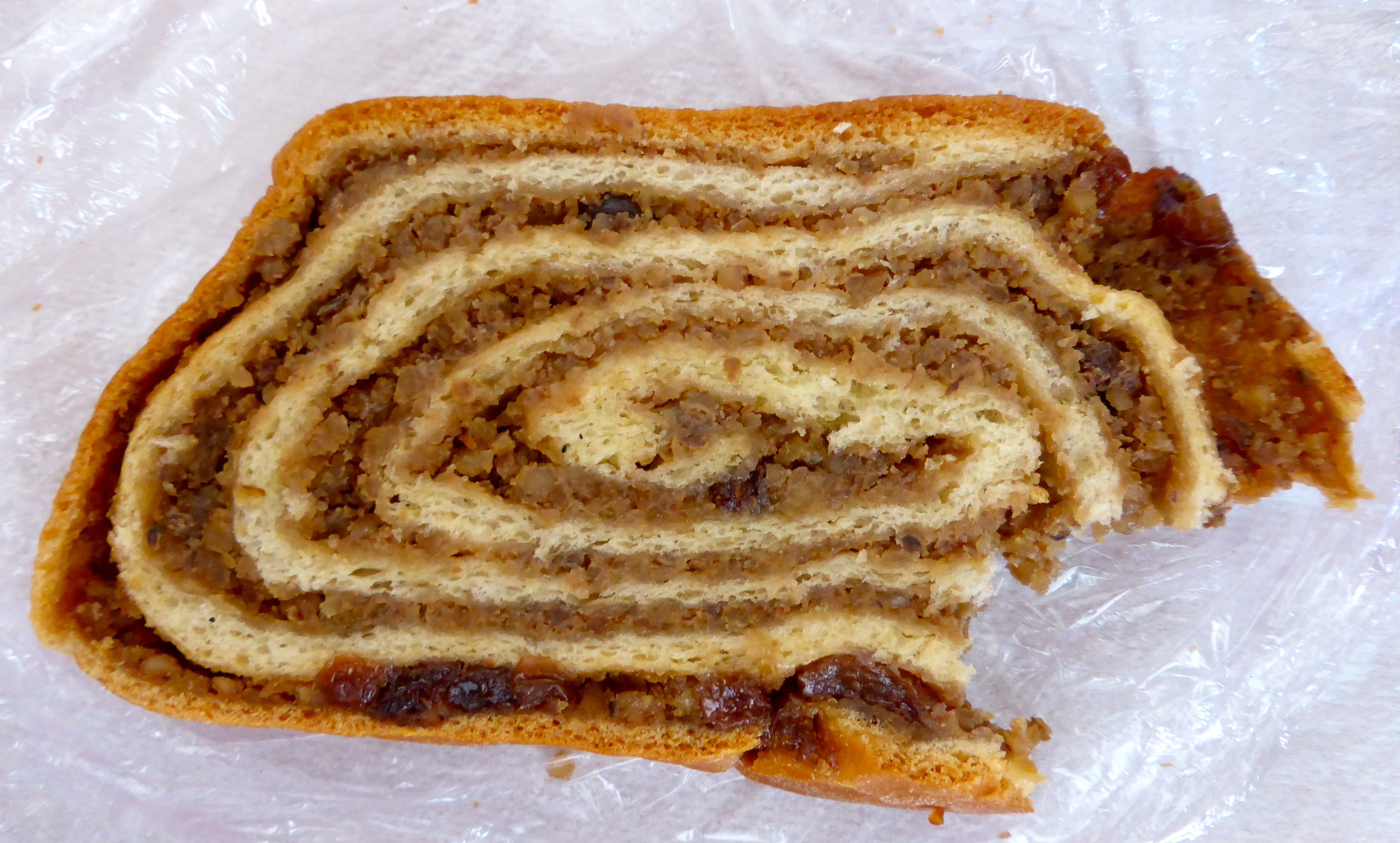
Putizza

Varia e di alta qualità l'offerta di dolci. Fra questi si segnalano:
- Il koch, specie di budino dolce
- Il cuguluf (kugelhupf), un tortino a forma di ciambella campaniforme. Di origine austriaca, è preparato con mandorle, uva passa e scorza di limone
- Le fave di Trieste, tipici dolci alle mandorle con uova e maraschino
- La pinza triestina, dolce di pasta lievitata consumato generalmente nelle feste di Pasqua e preparato con farina, uova, burro e zucchero in abbondanza, l'aggiunta di rum, bucce grattugiate di arancia e limone, vaniglia.
- Il presnitz, composto da pasta sfoglia, zucchero, noci, pinoli e mandorle. Il nome e la forma sono di origine slovena (presenec), il composto però è stato arricchito nel tempo[6].
- La putizza, dolce carsolino di pasta lievitata simile alla gubana ma dal ripieno molto più elaborato. Fra gli ingredienti vi sono infatti rum, cannella, chiodi di garofano e noce moscata
- Lo strucolo (de pomi, de sariese), versione triestina dello strudel di origine austriaca, preparato con il tradizionale ripieno di mele ma anche con le ciliegie o con altra frutta di stagione
- Le frìtołe, frittelle tipiche locali[3]

## Bevande

### Vini

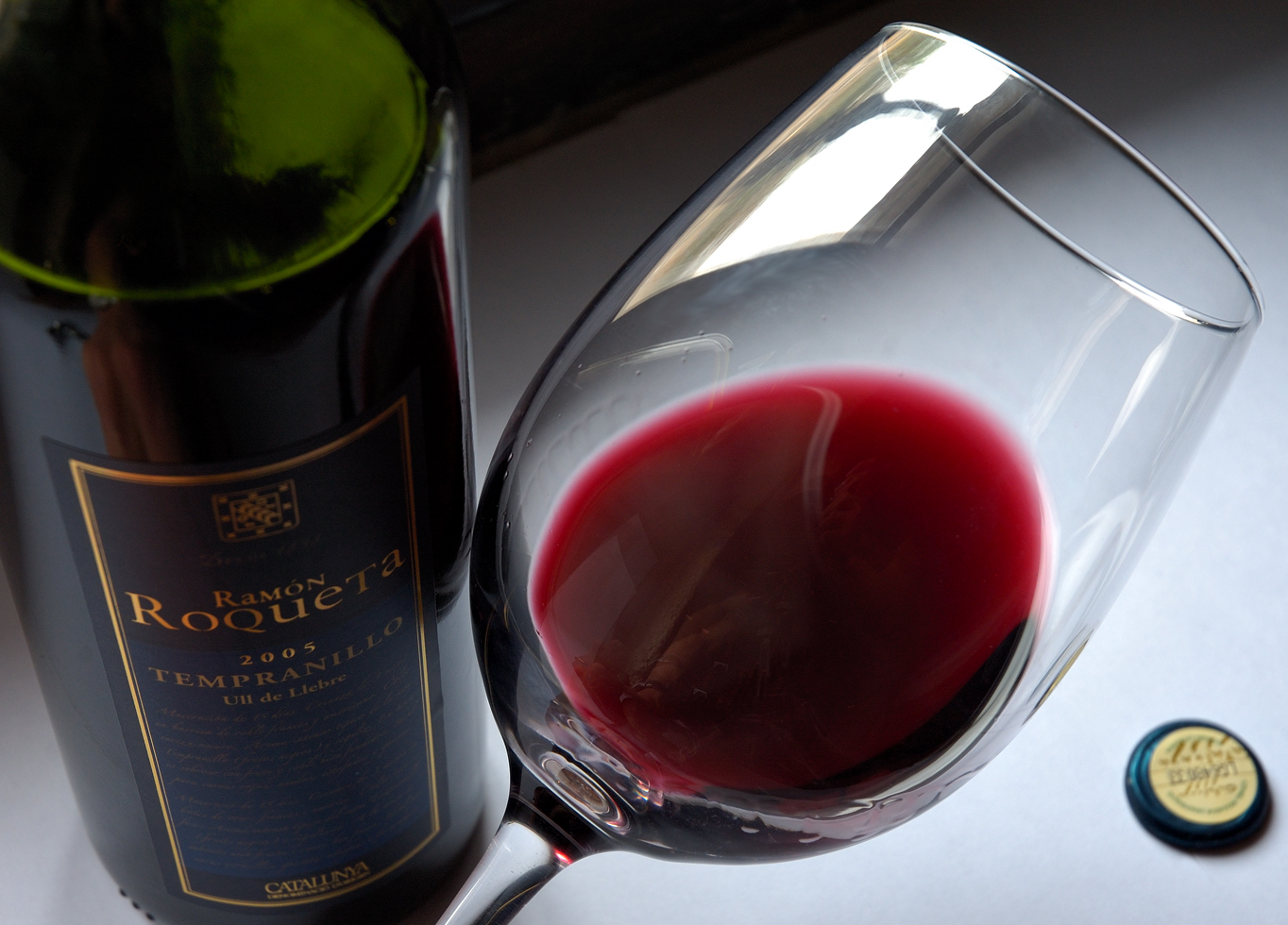

I vini tipici della provincia di Trieste sono il Terrano (in sloveno Teran) e la Vitovska, protetti, dal 1985, dalla denominazione di origine del Carso (in sloveno, Kras) e dal Consorzio di tutela relativo, istituito nel 1993. Sono entrambi degli ottimi vini e vengono prodotti sia nel carso italiano (generalmente da viticoltori appartenenti al gruppo etnico sloveno) che in quello sloveno. Fra i due il terrano gode sicuramente di maggior fama. È questo un vino di moderata gradazione alcolica (generalmente compresa fra i 10º e i 12º), dal color rosso acceso e dal bouquet delicato e inconfondibile. È leggermente fruttato e adatto a ogni tipo di carne. La temperatura di servizio non deve essere mai superiore ai 18 °C né inferiore ai 15 °C.
I vini della zona erano noti fin da epoca romana, e venivano considerati fra più gradevoli e genuini dell'Impero. Avevano inoltre la reputazione di possedere non ben definite qualità terapeutiche che sembra non fossero usurpate. Secondo alcuni studiosi infatti, i vini carsolini, grazie all'alta quantità di polifenoli in essi contenuti, hanno il potere di prevenire le malattie cardiovascolari.

### Caffè
Oltre ad essere la città dei caffè, Trieste è anche la città del caffè. L'importanza del centro giuliano nel mercato mondiale di tale prodotto è stata ultimamente riconosciuta anche dalla Borsa a termine di New York che ha inserito il porto di Trieste (unico in Italia) fra i cinque massimi punti di riferimento europei ai fini della determinazione delle quotazioni internazionali del caffè.